# Quận DeKalb, Missouri
Quận DeKalb là một quận thuộc tiểu bang Missouri, Hoa Kỳ. Theo điều tra dân số năm 2000 của Cục điều tra dân số Hoa Kỳ, quận có dân số 11.597 người 2. Quận lỵ đóng ở Maysville. 6

## Địa lý
Theo Cục điều tra dân số Hoa Kỳ, quận có tổng diện tích 1103 km2, trong đó có 4 km2 là diện tích mặt nước.

## Thông tin nhân khẩu
Theo điều tra dân số 2 năm 2000, quận đã có dân số 11.597 người, 3.528 hộ gia đình, và 2.473 gia đình sống trong quận hạt. Mật độ dân số là 27 người trên một dặm vuông (11/km ²). Có 3.839 đơn vị nhà ở với mật độ trung bình là 9 trên một dặm vuông (3/km ²). Cơ cấu dân tộc của cư dân sinh sống ở quận này bao gồm 89,09% người da trắng, 8,86% da đen hay Mỹ gốc Phi, 0,66% người Mỹ bản xứ, 0,17% ở châu Á, 0,01% các đảo Thái Bình Dương Rim, 0,27% từ các chủng tộc khác, và 0,93% từ hai hoặc nhiều chủng tộc. 1,08% dân số là người Hispanic hay Latino thuộc một chủng tộc nào.
Có 3.528 hộ, trong đó 32,40% có trẻ em dưới 18 tuổi sống chung với họ, 9,60% là đôi vợ chồng sống với nhau, 7,40% có một chủ hộ nữ và không có chồng, và 29,90% là không lập gia đình. 26,90% hộ gia đình đã được tạo ra từ các cá nhân và 14,70% có người sống một mình 65 tuổi hoặc cao tuổi hơn. Cỡ hộ trung bình là 2,50 và cỡ gia đình trung bình là 3,04.
Trong quận này cơ cấu độ tuổi dân cư bao gồm 20,70% dưới độ tuổi 18, 8,20% 18-24, 36,30% 25-44, 20,90% từ 45 đến 64, và 13,90% từ 65 tuổi trở lên. Độ tuổi trung bình là 38 năm. Đối với mỗi 100 nữ có 152,30 nam giới. Đối với mỗi 100 nữ 18 tuổi trở lên, đã có 168,10 nam giới.
Thu nhập trung bình cho một hộ gia đình trong đã đạt mức USD 31.654, và thu nhập trung bình cho một gia đình là USD 37.329. Phái nam có thu nhập trung bình USD 28.434 so với 20.207 USD của phái nữ. Thu nhập bình quân đầu người là 12.687 USD. Có 7,20% gia đình và 10,80% dân số sống dưới mức nghèo khổ, bao gồm